# Centro Médico de Galilea
El Centro Médico de Galilea (en hebreo: המרכז הרפואי לגליל) (transliterado: HaMerkaz HaRefui LaGalil) es un hospital ubicado en la ciudad costera de Nahariya y es el segundo hospital más grande en el norte de Israel (después del Hospital Rambam en Haifa). Fue establecido en 1956.

## Ubicación
El hospital se encuentra a las afueras de Nahariya, a 3 kilómetros del centro de la ciudad, y sirve a medio millón de residentes del oeste de Galilea, desde Carmiel hasta la costa. El centro se encuentra muy cerca de la frontera norte de Israel con el Líbano, la principal área de especialización del hospital es el trauma: soldados de las FDI, civiles israelíes, personal de las Naciones Unidas y civiles de los países árabes vecinos.

## Historia
Desde su modesto comienzo como un pequeño hospital de maternidad, el centro médico de Galilea se ha convertido en una instalación con 722 camas. La sala de emergencias recibe alrededor de 400 personas al día y el número de hospitalizaciones es de aproximadamente 60.000 por año. 
Unos 420 médicos practican en este hospital del gobierno, mientras que el número total de empleados es de aproximadamente 2.200 personas. El personal del hospital es un reflejo de la demografía multiétnica de la Galilea occidental, formada por judíos, musulmanes, cristianos, drusos y otros. En 2007, el hospital de Galilea fue el primero en designar a un árabe israelí, el Dr. Masad Barhoum, como su director.
Antes del año 2000, aproximadamente un tercio de los pacientes en el departamento de oftalmología eran ciudadanos libaneses que cruzaron la frontera y recibieron tratamiento médico.
En el verano de 2006, durante la Guerra del Líbano de 2006, el hospital manejó la mayor cantidad de víctimas en Israel. Durante la guerra de un mes, unos 1.800 civiles y 300 soldados de las FDI fueron transportados allí.
Durante este tiempo, el hospital recibió un impacto directo que destruyó una pared exterior y ocho habitaciones. Desde entonces, el hospital ha construido una sala de emergencias subterránea, financiada en parte por donantes en el extranjero.
Desde el comienzo de la Guerra civil siria en 2013, el Centro Médico de Galilea ha atendido a más de 1.600 víctimas de ese conflicto, por lo que es una de las principales instituciones en Israel con experiencia en el tratamiento de lesiones de guerra complejas.